# Aston Martin Lagonda
Aston Martin Lagonda – samochód osobowy klasy aut luksusowych produkowany przez brytyjską markę Aston Martin w latach 1976–1990.

## Historia i opis modelu

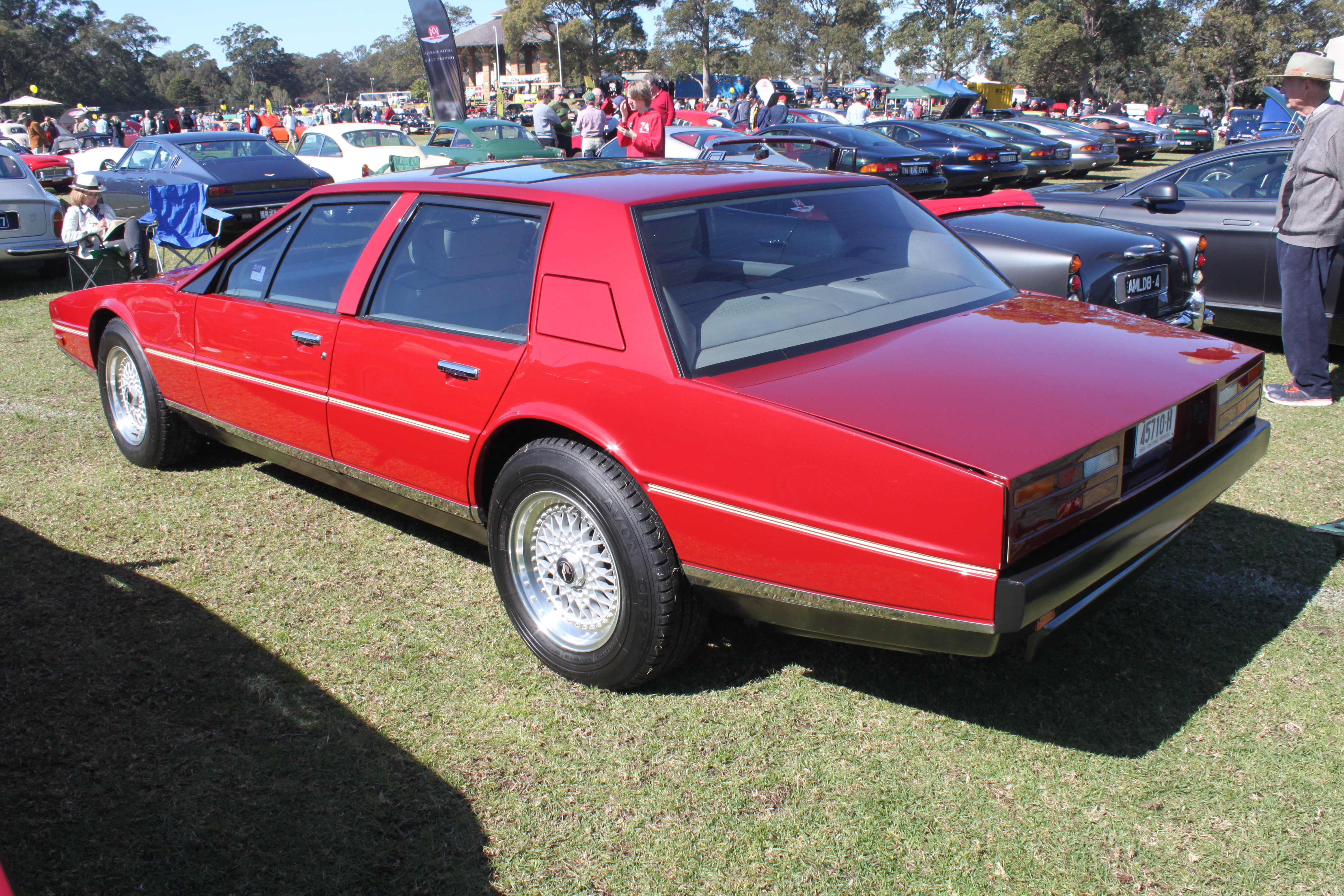
Aston Martina Lagonda – tył

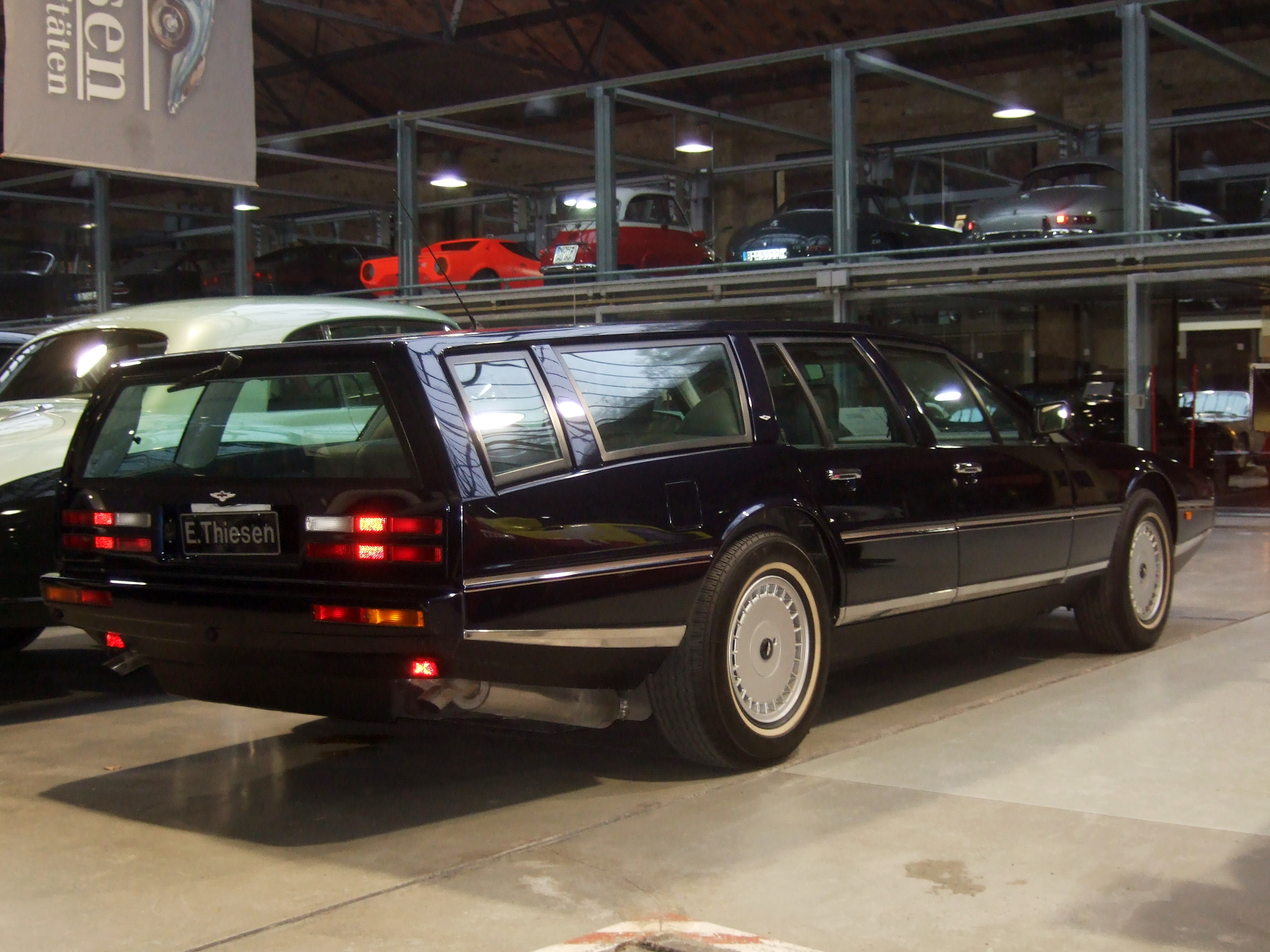
Aston Martin Lagonda Shooting Brake

Wyprodukowano jedynie 645 egzemplarzy. Auto powstało, by wyprowadzić z kryzysu finansowego w latach 70. firmę Aston Martin. Cena pojazdu w momencie wypuszczenia go na rynek wynosiła £150 000, co czyniło ją najdroższą produkowaną limuzyną na świecie.
Oprócz standardowo produkowanej wersji z nadwoziem limuzyny powstały także wersje przygotowane na specjalne zamówienie, m.in. specjalnie wydłużona limuzyna, dwudrzwiowe coupe oraz jeden egzemplarz o nadwoziu kombi „shooting brake”.
Jednostka napędowa pojazdu została zaprojektowana przez polskiego konstruktora inżyniera Tadeusza Marka. Był to wolnossący silnik benzynowy w układzie V8 o pojemności 5.3 litra, mocy 313 KM i momencie obrotowym 430 Nm. Zasilany był przez cztery dwugardzielowe gaźniki, a od 1986 roku wtrysk paliwa; miał po dwa wałki rozrządu dla każdego rzędu cylindrów. Prędkość 60 mil na godzinę pojazd osiągał w niecałe 9 sekund. W pojeździe zastosowano trzybiegową automatyczną skrzynie biegów produkowaną przez Chryslera.
Wnętrze pojazdu zaprojektowane i wykonane zostało z materiałów najwyższej jakości. Początkowo deska rozdzielcza składała się z dużej liczby cyfrowych wyświetlaczy opartych na diodach LED oraz mnóstwa dotykowych przycisków, które w późniejszej fazie produkcji zostały zastąpione wyświetlaczami CRT.

### Silnik
- V8 5,3 l (5325 cm³), DOHC[1]
- Układ zasilania: cztery podwójne gaźniki Weber[1]
- Średnica cylindra × skok tłoka: 99,00 × 83,00 mm[1]
- Stopień sprężania: 9,5:1
- Moc maksymalna: 260 KM przy 5500 obr./min[1]
- Maksymalny moment obrotowy: 434 N·m przy 4000 obr./min

### Osiągi
- Przyspieszenie 0-100 km/h: 8,4 s
- Prędkość maksymalna: 225 km/h[1]